# Guinea Ecuatorial en los Juegos Olímpicos de Pekín 2008
Guinea Ecuatorial estuvo representada en los Juegos Olímpicos de Pekín 2008 por tres deportistas, dos hombres y una mujer, que compitieron en dos deportes.
La portadora de la bandera en la ceremonia de apertura fue la atleta Emilia Mikue Ondo. El equipo olímpico ecuatoguineano no obtuvo ninguna medalla en estos Juegos.